# Tischherd

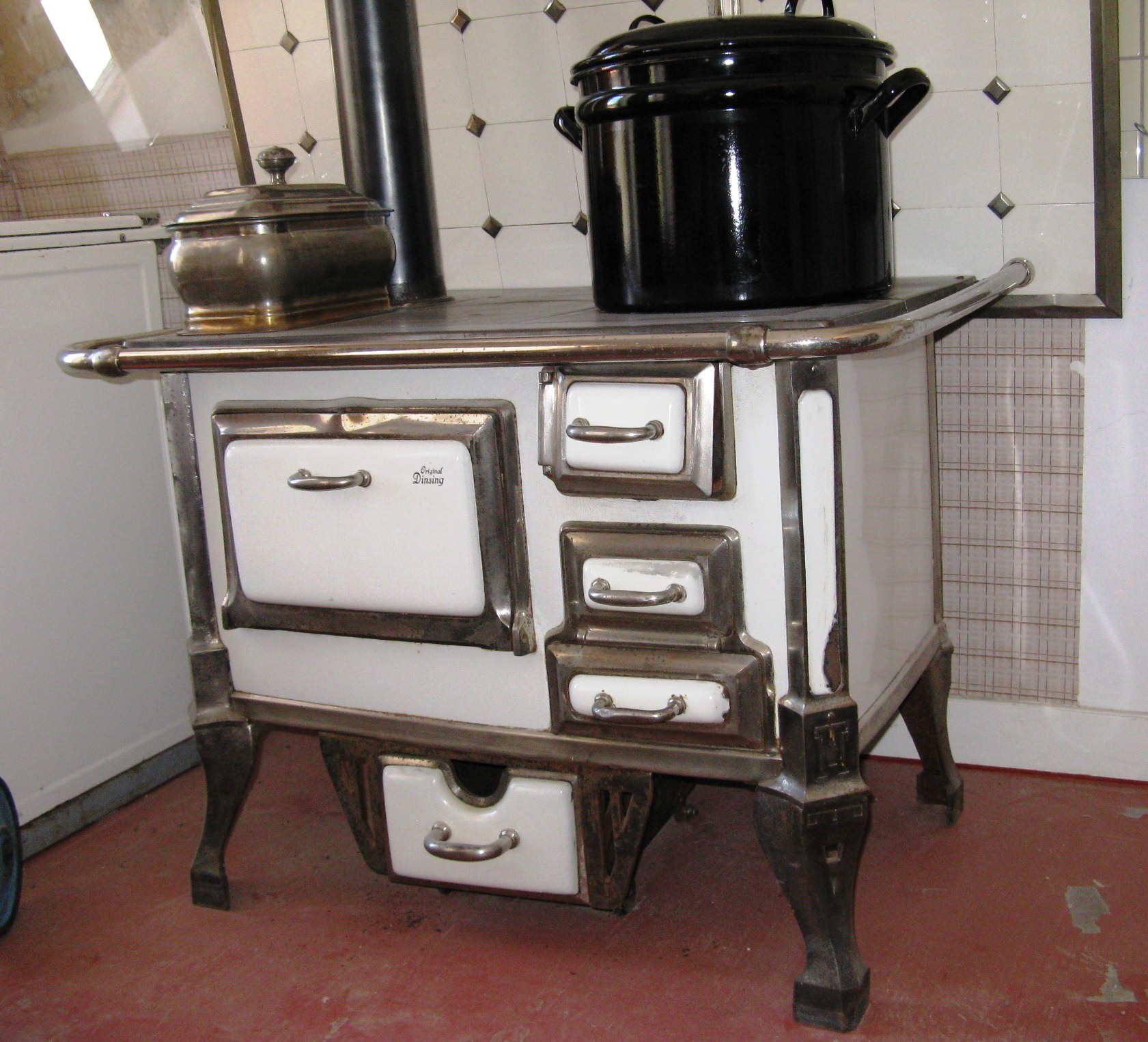
Tischherd mit aufgesetztem Wasserschiff (links auf der Herdplatte), Backrohrklappe (links), oberer Brennraumtüre (rechts oben) zum Nachlegen durch Auflegen von Holzscheitern, unterer Brennraumtüre (rechts Mitte) zum Anzünden und meist mit Luftzufuhrregler, mit Aschenlade (rechts unten) sowie Brennstofflade (ganz unten)

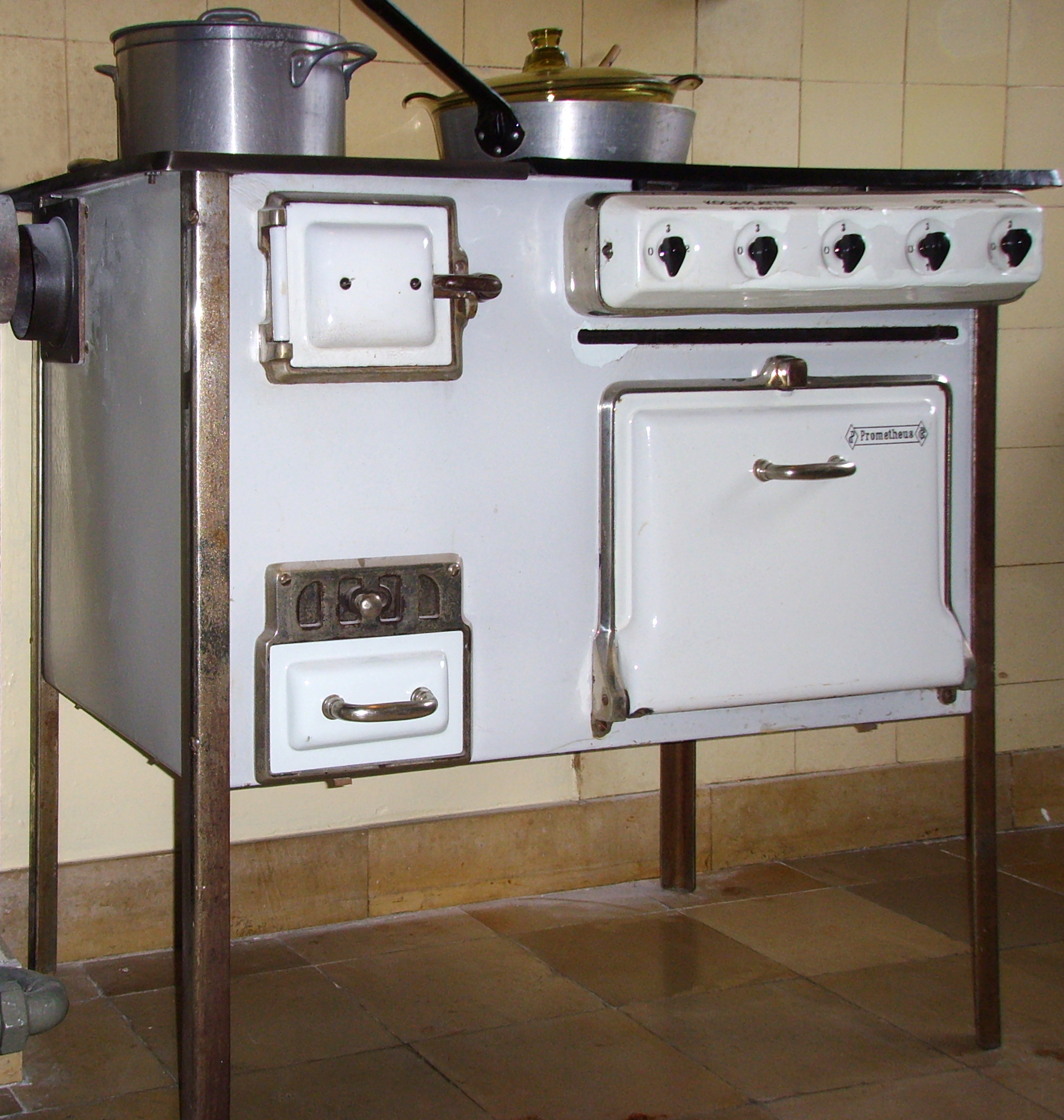
Kombinierter Elektro-Kohleherd als Tischherd einer Frankfurter Küche: drei Elektroplatten und ein Backofen mit Ober- und Unterhitze (rechts) sowie einer Kohlenschublade mit darüberliegender Wärmeschublade und -platte (links)

Ein Tischherd ist ein Herd, dessen Bauform einem Tisch ähnelt. Er löste die ebenerdige offene Feuerstelle ab, bei der am Boden ein offenes Herdfeuer entzündet wurde und ein Topf oder eine Pfanne auf einem Dreibein aufgestellt war und der Rauch durch die Rauchküche oder einen Kamin abzog (siehe dazu Herd#Geschichte und Bauformen und Kamin#Geschichte des Kamins). 
In der Folge wurde aus dem Tischherd eine (gemauerte oder vierbeinig freistehende) Konstruktion mit großer Kochplatte sowie einem Backrohr und Wasserschiff, aber kleinem Feuerraum. Ein Tischherd ist hauptsächlich zum Kochen, Braten und Backen von Speisen vorgesehen, es existierten aber auch Erweiterungen mit Dörrofen und Warmstellraum. Das Wasserschiff ist entweder aufgesetzt oder in die Kochplatte eingelassen. Der Zug der Rauchgase trifft zuallererst die Platte, umspült dann den Backofen und erwärmt schlussendlich das Wasserschiff, Asche fällt aus dem Brennraum in eine Aschenlade. Häufig sind diese Herde auch mit einer bodenseitigen Brennstofflade, zum Vorrätighalten des Feuerholzes oder der Anzündhilfen, versehen. Die Herdplatte wird an allen Seiten von stabilen Stangen umfangen, die einen Sicherheitsabstand von der heißen Herdplatte gewährleisten und auch zum Trocknen feuchter Geschirrtücher oder feuchter Kleidungsstücke oder zum Aufhängen von Küchengeräten genutzt werden.
Vorteile eines Tischherds sind:
- Beliebige Freistellung im Raum, wodurch Wärme nach allen Seiten abgestrahlt werden konnte[1]
- Gekochte Speisen können auf der Herdplatte warmgehalten werden (was bei Gasherden oder Erhitzung mit Dreibein nicht möglich war)
- Verfeuerung von Kleinholz (Astabfälle) möglich, allerdings gab es auch Konstruktionen zur Verfeuerung von Petroleum[5]
- Geringerer Brennstoffverbrauch als bei offenen Feuerstellen[1].

Anfang des 20. Jahrhunderts wurden elektrisch betriebene Tischherde entwickelt (siehe Elektroherd), es gibt auch Ausführungen als Holzofen mit Cerankochfeld oder mit Pelletsheizung als Ergänzung.
Ein Aufsatzherd ist in der Regel ein Tischherd mit einem seitlichen oder hinteren Aufsatz, in dem ein oder mehrere Backrohre untergebracht sind und darüber das Wasserschiff. Diese Anordnung resultierte aus dem Glauben, dass ein guter Zug nur entstehe, wenn die Rauchgase aufwärts ziehen. Die Kochplatte ist, wenn der Aufsatz dahinter ist und der Ofen mehr Raumtiefe einnimmt, meist kleiner. Vorteil ist aber, dass die im Aufsatz aufsteigende Hitze besser für das Backrohr ausgenutzt werden kann, damit kann auch eine Heizfunktion für den Aufstellraum erreicht werden. Aufsatzherde (und auch die Bauform als „Sesselherd“) sind in der Regel zur zusätzlichen Beheizung des Aufstellraumes vorgesehen.
Nach den Technischen Fachregeln des Ofen- und Luftheizungsbauerhandwerks in Deutschland (TR-OL) bzw. nach dem Technischen Ausschuss des Österreichischen Kachelofenverbandes werden gesetzte Tisch- und Aufsatzherde zu jenen Herden gezählt, die handwerklich, individuell, vor Ort, ortsfest gemauert und mit festen Brennstoffen befeuert werden.
Außer Herdplatte, Feuergeschränk und Backfach haben Tischherde und Aufsatzherde Außenwände entweder aus Ofenkacheln und wärmespeicherndem Material, oder metallische, zweischichtige Außenflächen. Sie können auf einem Fußgestell aufgebaut sein. Die Arbeitshöhe eines Tischherdes ist über die gesamte Anlage gleich, dabei liegen standardmäßige Arbeitshöhen zwischen 88 und 98 cm.
Varianten, bei denen die Heizung im Vordergrund steht und Kochen nur nebenbei, werden als Heizungsherd bezeichnet.

## Geschichte
Im Gegensatz zu den herkömmlichen Kochherden des 18. Jahrhunderts, wurden Mitte des 19. Jahrhunderts eiserne Herde als Tischherd und billiger „Familienherd“ angeboten. Die Entwicklung eines geschlossenen „Sparherds“, der Brennmaterial sparen hilft, geht maßgeblich auf den Physiker Benjamin Thompson zurück. Ab etwa den 1850er Jahren konnte zudem Gusseisen in großen Platten erzeugt werden (siehe dazu Puddelverfahren). In der Folge wurden Tischherde handwerklich gebaut und vertrieben. Während ein herkömmlicher gemauerter Kochofen den Platz unter dem Feuerraum bis zum Fußboden einnahm oder eine Apsis zur Lagerung von Brennmaterial aufwies, war der Tischherd „mobil“ und stand auf vier Füßen. Je nach Größe und Ausführung wurden eiserne Tischherde vollständig in der Werkstatt hergestellt oder teilweise vormontiert und erst am Aufstellungsort fertiggestellt. Mieter konnten ihren eisernen Tisch- oder Aufsatzherd bei Wohnungswechsel mitnehmen. Mitunter wiesen Wohnungen deshalb gar keine fest gemauerten Herde auf.